# Desfiladeiro urbano

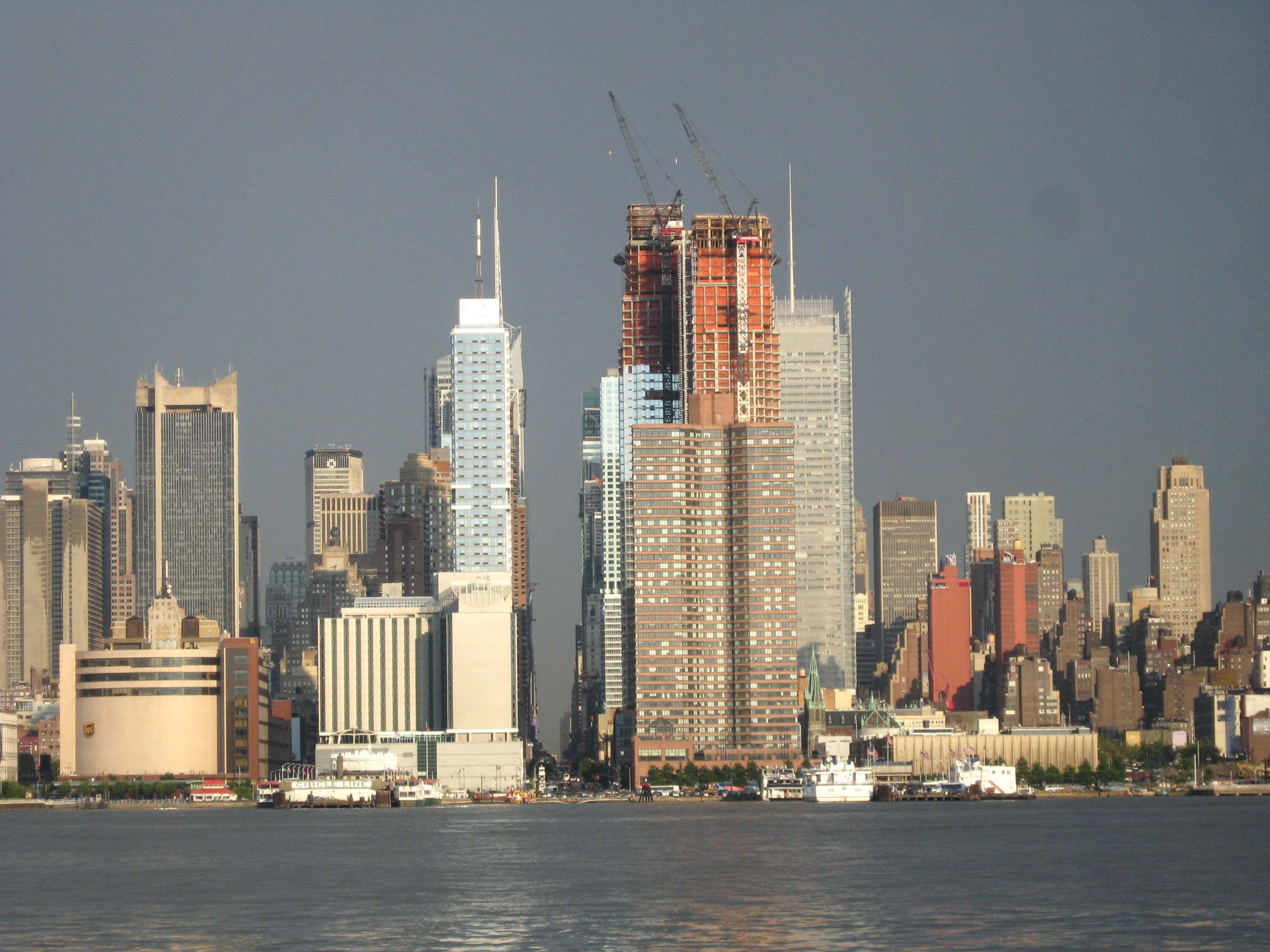
Desfiladeiro urbano da Rua 42, Manhattan, Nova Iorque

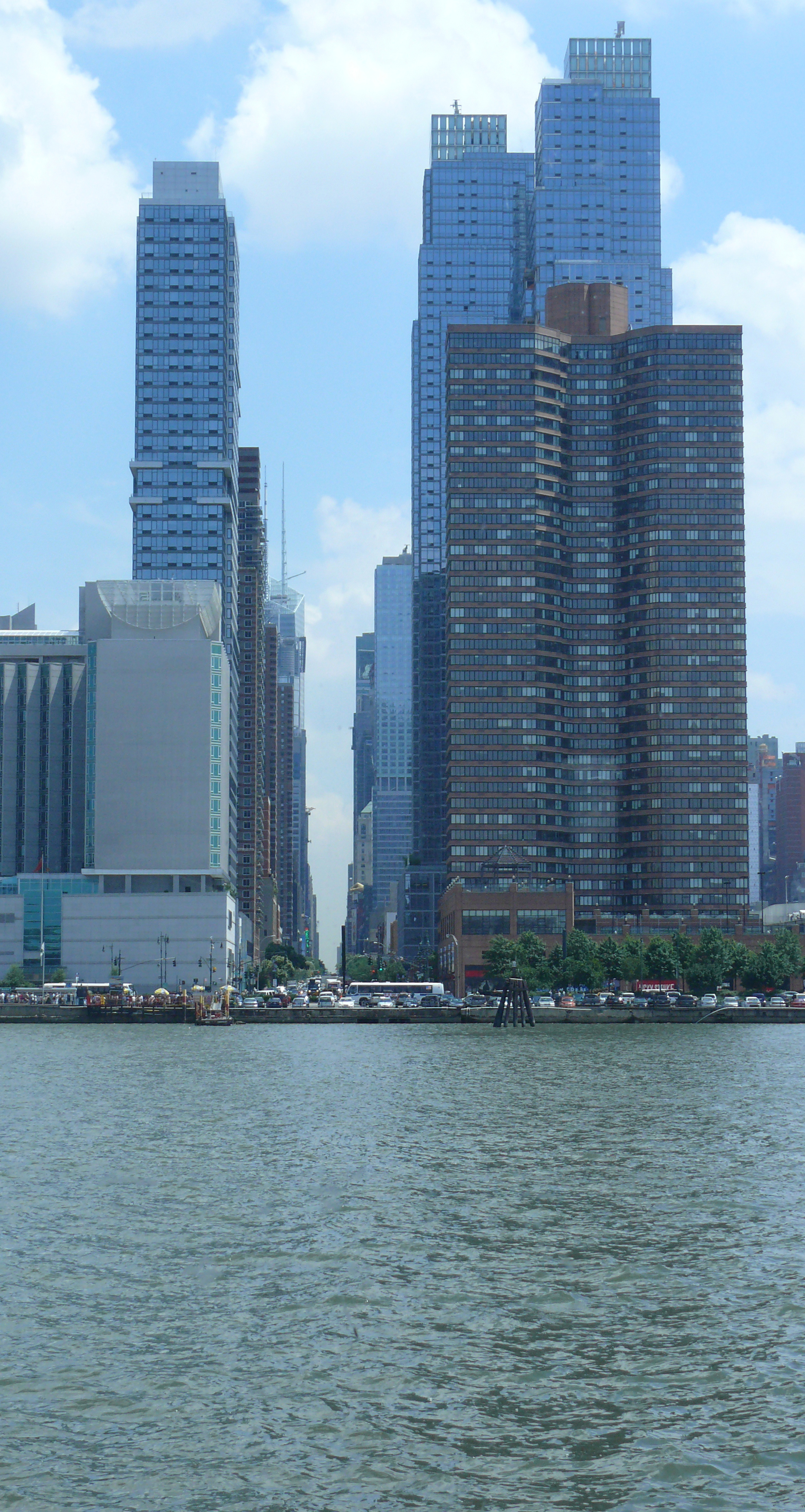
Outra perspetiva do desfiladeiro urbano da Rua 42, Manhattan, Nova Iorque

Desfiladeiro urbano, vale urbano ou cânion urbano (em inglês:  street canyon ou urban canyon) é um local do cenário urbano no qual o adensamento de edifícios, de obras de infraestrutura e outros elementos artificiais/naturais cria um ambiente de comportamento similar a um desfiladeiro para fenômenos como temperatura, umidade e propagação de sinais de rádio. Exemplos clássicos destes "desfiladeiros" existem quando as ruas são estreitas em proporção com a altura dos edifícios em redor, especialmente na presença de arranha-céus. Exemplos incluem a Avenida Paulista na cidade de São Paulo,Brasil muitas ruas da Magnificent Mile de Chicago, o Canyon of Heroes em Manhattan e os bairros de Kowloon e Central em Hong Kong.
Os desfiladeiros urbanos causam impacto em várias condições locais, incluindo temperatura (originando microclimas e ilhas de calor), condições de vento, qualidade do ar, e capacidade de recepção de ondas de rádio, incluindo sinais de sistemas de posicionamento por satélite como o GPS.

## Comportamento dos GNSS nos desfiladeiros urbanos
Em termos de GNSS, desfiladeiros urbanos restringem a visão do horizonte de observação para recepção direta dos sinais dos satélites, em geral, permitindo a aquisição de sinais apenas para satélites em alta elevações ou na linha da via. Como os sinais e a geometria dos satélites são obtidos de  forma degradada, em geral, a solução de navegação quando obtida é de baixa qualidade. As soluções típicas para uso de GNSS em desfiladeiros urbanos envolvem a utilização de sistemas de navegação multissensor, combinação de múltiplas técnicas GNSS e adoção de recursos que permitam caracterizar bloqueios no ambiente.